# 小米15
小米15是小米集團于北京时间2024年10月29日19时许在中国北京发布的智能手机系列，是小米手机数字系列推出的第十四代手机系列。该系列包含小米15、小米15 Pro、小米15 Ultra以及小米15S Pro共计四款智能手机，其中小米15和小米15 Pro于2024年10月29日发布，小米15 Ultra于2025年2月27日发布，小米15S Pro则于2025年5月22日随小米首款自研3nm制程SoC玄戒O1一同发布。
2025年3月3日，小米在世界行動通訊大會上发布小米15和小米15 Ultra的国际版。与中国版相比，国际版支持eSIM ，并且电池容量更小。 
除小米15S Pro搭载小米自研SoC玄戒O1外，其余三款手机均搭载美国高通公司研发、台积电代工的高通骁龙8 Elite SoC。